# Michael Robert Kennedy

Wappen von Michael Robert Kennedy als Bischof von Maitland-Newcastle

Wappen von Michael Robert Kennedy als Bischof von Armidale

Michael Robert Kennedy (* 13. Mai 1968 in Wagga Wagga) ist ein australischer Geistlicher und römisch-katholischer Bischof von Maitland-Newcastle.

## Leben
Michael Robert Kennedy studierte zunächst Pädagogik und erwarb anschließend an der Päpstlichen Universität Urbaniana das Lizenziat in Theologie sowie nach weiteren Studien an der Päpstlichen Theologischen Fakultät „Marianum“ in Rom ein Diplom in Mariologie. Am 14. August 1999 empfing er die Priesterweihe für das Bistum Wagga Wagga.
Neben verschiedenen Aufgaben in der Pfarrseelsorge, als Jugendseelsorger und Dekan war er Mitglied der Kommission für die Schulen des Bistums und gehörte dem Priesterrat sowie dem diözesanen Team für die Berufungspastoral an. Am diözesanen Priesterseminar lehrte er Mariologie und war mitglied der Gruppe der Spirituale.
Papst Benedikt XVI. ernannte ihn am 7. Dezember 2011 zum Bischof von Armidale. Die Bischofsweihe spendete ihm sein Amtsvorgänger Luc Julian Matthys am 9. Februar des folgenden Jahres; Mitkonsekratoren waren Gerard Joseph Hanna, Bischof von Wagga Wagga, und George Kardinal Pell, Erzbischof von Sydney.
Papst Franziskus ernannte ihn am 2. Februar 2023 zum Bischof von Maitland-Newcastle. Die Amtseinführung fand am 17. März desselben Jahres statt.
Innerhalb der australischen Bischofskonferenz ist er Mitglied der Kommission für Leben, Familie und öffentliches Engagement sowie der Kommission für das Plenarkonzil.